# Тарано
Тарано (итал. Tarano) је насеље у Италији у округу Ријети, региону Лацио.
Према процени из 2011. у насељу је живело 185 становника. Насеље се налази на надморској висини од 230 м.

## Становништво
Према резултатима пописа становништва 2011. у општини је живело 1.431 становника.
| 1931. | 1936. | 1951. | 1961. | 1971. | 1981. | 1991. | 2001. | 2011. |
| ----- | ----- | ----- | ----- | ----- | ----- | ----- | ----- | ----- |
| 1.595 | 1.710 | 1.704 | 1.479 | 1.133 | 1.077 | 1.141 | 1.198 | 1.431 |